# FIBA COCABA Femenino 2025
El Campeonato FIBA COCABA Femenino 2025 fue la 10.ª  edición del campeonato regional de baloncesto de FIBA Américas de selecciones nacionales femeninas para la subzona de Centroamérica y el Caribe y sirvió como clasificatorio para el Centrobasket Femenino 2026. 
Se disputó del 22 al 27 de julio en el Polideportivo Alexis Argüello de la ciudad de Managua en Nicaragua.

## Sorteo
El sorteo de grupos se realizó el 12 de junio en la ciudad de Miami, Florida en Estados Unidos. 
| Grupo A     | Grupo B   |
| ----------- | --------- |
| El Salvador | Guatemala |
| Costa Rica  | México    |
| Nicaragua   | Panamá    |
| Honduras    |           |

## Fase de grupos

### Grupo A
| Pos. | Equipo      | Pts | PJ | G | P | PF  | PC  | DP  |
| ---- | ----------- | --- | -- | - | - | --- | --- | --- |
| 1.   | El Salvador | 6   | 3  | 3 | 0 | 254 | 156 | 98  |
| 2.   | Nicaragua   | 5   | 3  | 2 | 1 | 218 | 186 | 32  |
| 3.   | Honduras    | 4   | 3  | 1 | 2 | 169 | 233 | -64 |
| 4.   | Costa Rica  | 3   | 3  | 0 | 3 | 151 | 217 | -66 |

|  | Clasificado a la siguiente fase del torneo |

Todos los horarios corresponden al huso horario local, (UTC–6).
Fecha 1
| 22 de julio   | El Salvador                                                                  | 82–35                              | Honduras                                                           | Managua |  |
| 17:00 (UTC-6) | Parciales: 24-7, 22-12, 18-8, 18-8                                           | Parciales: 24-7, 22-12, 18-8, 18-8 | Parciales: 24-7, 22-12, 18-8, 18-8                                 | |  |
|               | Estadísticas Kimberly Villalobos (15) Silvia Vega (11) Hillary Martínez (10) | Reporte Pts Reb Asts               | Estadísticas (10) Nelly Rapalo (8) Debie Buelto (1) Tres jugadoras | Pabellón: Polideportivo Alexis Argüello Asistencia: 15 espectadores Árbitros: Carlos Vélez Romina Belén Morales Ibarra João Varella |  |

| 22 de julio   | Costa Rica                                                       | 36–61                              | Nicaragua                                                                              | Managua |  |
| 19:30 (UTC-6) | Parciales: 10-16, 8-4, 8-24, 10-17                               | Parciales: 10-16, 8-4, 8-24, 10-17 | Parciales: 10-16, 8-4, 8-24, 10-17                                                     | |  |
|               | Estadísticas María Ramírez (11) María Ramírez (8) Tres jugadoras | Reporte Pts Reb Asts               | Estadísticas (25) Kiyomi McMiller (9) A. Hodgson, R. López (3) S. Peralta, K. McMiller | Pabellón: Polideportivo Alexis Argüello Asistencia: 700 espectadores Árbitros: Krishna Domínguez Brooke Briscoe Carlos Palláres |  |

Fecha 2
| 23 de julio   | Honduras                                                                    | 66–64                                 | Costa Rica                                                                | Managua |  |
| 17:00 (UTC-6) | Parciales: 16-20, 13-14, 23-17, 14-13                                       | Parciales: 16-20, 13-14, 23-17, 14-13 | Parciales: 16-20, 13-14, 23-17, 14-13                                     | |  |
|               | Estadísticas Ankara Reichie (26) A. Reichie, N. Rápalo (7) Nelly Rápalo (7) | Reporte Pts Reb Asts                  | Estadísticas (18) María Ramírez (9) Amanda Fernández (4) Marypaz Martínez | Pabellón: Polideportivo Alexis Argüello Asistencia: 200 espectadores Árbitros: Carlos Vélez Carlos Palláres Rebeca Xiomaira Dávila Aquino |  |

| 23 de julio   | Nicaragua                                                                | 70–82                                 | El Salvador                                                                       | Managua |  |
| 19:30 (UTC-6) | Parciales: 21-26, 20-19, 12-22, 17-15                                    | Parciales: 21-26, 20-19, 12-22, 17-15 | Parciales: 21-26, 20-19, 12-22, 17-15                                             | |  |
|               | Estadísticas Kiyomi McMiller (18) Jenny Salomon (10) Kiyomi McMiller (6) | Reporte Pts Reb Asts                  | Estadísticas (21) Hillary Martínez (16) Kimberly Villalobos (11) Hillary Martínez | Pabellón: Polideportivo Alexis Argüello Asistencia: 800 espectadores Árbitros: Krishna Domínguez Cooper Toppings João Varella |  |

Fecha 3
| 24 de julio   | El Salvador                                                                        | 90–51                                 | Costa Rica                                                             | Managua |  |
| 17:00 (UTC-6) | Parciales: 24-11, 26-12, 20-12, 20-16                                              | Parciales: 24-11, 26-12, 20-12, 20-16 | Parciales: 24-11, 26-12, 20-12, 20-16                                  | |  |
|               | Estadísticas Kimberly Villalobos (18) Kimberly Villalobos (9) Hillary Martínez (6) | Reporte Pts Reb Asts                  | Estadísticas (16) Daniela QuSLVda (8) María Ramírez (3) María Alvarado | Pabellón: Polideportivo Alexis Argüello Asistencia: 150 espectadores Árbitros: Romina Belén Morales Ibarra Carlos Palláres Brooke Briscoe |  |

| 24 de julio   | Nicaragua                                                                  | 87–68                                | Honduras                                                                   | Managua |  |
| 19:30 (UTC-6) | Parciales: 17-8, 25-21, 25-20, 20-19                                       | Parciales: 17-8, 25-21, 25-20, 20-19 | Parciales: 17-8, 25-21, 25-20, 20-19                                       | |  |
|               | Estadísticas Kiyomi McMiller (33) Bryennis Thomas (13) Kiyomi McMiller (8) | Reporte Pts Reb Asts                 | Estadísticas (22) A. Reichie, N. Rápalo (10) Nelly Rápalo (7) Nelly Rápalo | Pabellón: Polideportivo Alexis Argüello Asistencia: 350 espectadores Árbitros: Carlos Vélez Cooper Toppings Rebeca Xiomaira Dávila Aquino |  |

### Grupo B
| Pos. | Equipo    | Pts | PJ | G | P | PF  | PC  | DP  |
| ---- | --------- | --- | -- | - | - | --- | --- | --- |
| 1.   | México    | 4   | 2  | 2 | 0 | 144 | 84  | 60  |
| 2.   | Panamá    | 3   | 2  | 1 | 1 | 108 | 120 | -12 |
| 3.   | Guatemala | 2   | 2  | 0 | 2 | 89  | 137 | -48 |

|  | Clasificado a la siguiente fase del torneo |

Todos los horarios corresponden al huso horario local, (UTC–6).
Fecha 1
| 23 de julio   | México                                                                      | 67–48                               | Panamá                                                                    | Managua |  |
| 14:30 (UTC-6) | Parciales: 15-11, 19-4, 7-18, 26-15                                         | Parciales: 15-11, 19-4, 7-18, 26-15 | Parciales: 15-11, 19-4, 7-18, 26-15                                       | |  |
|               | Estadísticas Alexia Lagunas (12) Mariana Valenzuela (13) Alexia Lagunas (5) | Reporte Pts Reb Asts                | Estadísticas (12) Vivian Grenald (6) Sofia Ponce (2) A. Reid, L. González | Pabellón: Polideportivo Alexis Argüello Asistencia: 100 espectadores Árbitros: Orlando Varela Brooke Briscoe Sarah Mikaela Rodríguez Ferraro |  |

Fecha 2
| 24 de julio   | Panamá                                                               | 60–53                               | Guatemala                                                                             | Managua |  |
| 14:30 (UTC-6) | Parciales: 20-9, 20-17, 14-10, 6-17                                  | Parciales: 20-9, 20-17, 14-10, 6-17 | Parciales: 20-9, 20-17, 14-10, 6-17                                                   | |  |
|               | Estadísticas Vivian Grenald (17) Verónica Vega (10) Lya González (4) | Reporte Pts Reb Asts                | Estadísticas (14) Nathaly Pinelo (8) D. Chavarria, N. Aranki (3) A. García, N. Pinelo | Pabellón: Polideportivo Alexis Argüello Asistencia: 100 espectadores Árbitros: Orlando Varela João Varella Sarah Mikaela Rodríguez Ferraro |  |

Fecha 3
| 25 de julio   | Guatemala                                                        | 36–77                              | México                                                                                 | Managua |  |
| 19:30 (UTC-6) | Parciales: 6-15, 17-17, 8-20, 5-25                               | Parciales: 6-15, 17-17, 8-20, 5-25 | Parciales: 6-15, 17-17, 8-20, 5-25                                                     | |  |
|               | Estadísticas 7 jugadoras (4) Valeria Oliva (4) Astrid García (5) | Reporte Pts Reb Asts               | Estadísticas (13) M. Valenzuela, K. Gallegos (20) Mariana Valenzuela (7) Hazel Ramírez | Pabellón: Polideportivo Alexis Argüello Asistencia: 120 espectadores Árbitros: Cooper Toppings Carlos Palláres João Varella |  |

## Fase eliminatoria
|  | Semifinales | Semifinales | Semifinales |        |             | Final         | Final         | Final         |  |
|  | 26 de julio | 26 de julio | 26 de julio |        |             | 27 de julio   | 27 de julio   | 27 de julio   |  |
|  |             |             |             |        |             |               |               |               |  |
|  |             |             |             |        |             |               |               |               |  |
|  | 1A          | El Salvador | 68          |        |             |               |               |               |  |
|  | 1A          | El Salvador | 68          |        |             |               |               |               |  |
|  | 2B          | Panamá      | 43          |        |             |               |               |               |  |
|  | 2B          | Panamá      | 43          |        | El Salvador | El Salvador   | 56            |               |  |
|  |             |             |             |        | El Salvador | El Salvador   | 56            |               |  |
|  |             |             | México      | México | 75          |               |               |               |  |
|  | 1B          | México      | México      | México | 75          | 96            |               |               |  |
|  | 1B          | México      |             |        |             | 96            |               |               |  |
|  | 2A          | Nicaragua   | 50          |        |             | Tercer puesto | Tercer puesto | Tercer puesto |  |
|  | 2A          | Nicaragua   | 50          |        |             | Tercer puesto | Tercer puesto | Tercer puesto |  |
|  |             |             |             |        |             |               |               |               |  |
|  |             |             |             |        |             | Panamá        | Panamá        | 49            |  |
|  |             |             |             |        |             | Panamá        | Panamá        | 49            |  |
|  |             |             |             |        |             | Nicaragua     | Nicaragua     | 59            |  |
|  |             |             |             |        |             | Nicaragua     | Nicaragua     | 59            |  |
|  |             |             |             |        |             |               |               |               |  |

#### Reclasificación 6-7
| 26 de julio   | Guatemala                                                               | 52–47                               | Costa Rica                                                                          | Managua |  |
| 14:30 (UTC-6) | Parciales: 16-9, 11-10, 16-15, 9-13                                     | Parciales: 16-9, 11-10, 16-15, 9-13 | Parciales: 16-9, 11-10, 16-15, 9-13                                                 | |  |
|               | Estadísticas Diana Chavarría (19) Astrid García (14) Nathaly Pinelo (6) | Reporte Pts Reb Asts                | Estadísticas (17) Daniela QuSLVda (10) Amanda Fernández (4) D. QuSLVda, M. Martínez | Pabellón: Polideportivo Alexis Argüello Asistencia: 100 espectadores Árbitros: Krishna Domínguez Rebeca Xiomaira Dávila Aquino Carlos Palláres |  |

#### Semifinales
| 26 de julio   | El Salvador                                                                            | 68–43                                | Panamá                                                            | Managua |  |
| 17:00 (UTC-6) | Parciales: 23-5, 15-12, 12-15, 18-11                                                   | Parciales: 23-5, 15-12, 12-15, 18-11 | Parciales: 23-5, 15-12, 12-15, 18-11                              | |  |
|               | Estadísticas Hillary Martínez (17) H. Martínez, K. Villalobos (9) Hillary Martínez (8) | Reporte Pts Reb Asts                 | Estadísticas (10) Lya González (8) Verónica Vega (2) Milan Tuttle | Pabellón: Polideportivo Alexis Argüello Asistencia: 100 espectadores Árbitros: Carlos Vélez Brooke Briscoe João Varella |  |

| 26 de julio   | México                                                                          | 95–50                                | Nicaragua                                                                 | Managua |  |
| 19:30 (UTC-6) | Parciales: 28-7, 28-20, 24-12, 16-11                                            | Parciales: 28-7, 28-20, 24-12, 16-11 | Parciales: 28-7, 28-20, 24-12, 16-11                                      | |  |
|               | Estadísticas Mariana Valenzuela (20) Mariana Valenzuela (16) Karla Martínez (5) | Reporte Pts Reb Asts                 | Estadísticas (29) Kiyomi McMiller (9) Shannen Peralta (3) Shannen Peralta | Pabellón: Polideportivo Alexis Argüello Asistencia: 1,500 espectadores Árbitros: Orlando Varela Romina Belén Morales Ibarra Cooper Toppings |  |

#### Reclasificación 5-6
| 27 de julio   | Honduras                                                          | 55–56                                | Guatemala                                                               | Managua |  |
| 14:30 (UTC-6) | Parciales: 16-8, 17-12, 12-16, 10-20                              | Parciales: 16-8, 17-12, 12-16, 10-20 | Parciales: 16-8, 17-12, 12-16, 10-20                                    | |  |
|               | Estadísticas Nelly Rápalo (20) Debie Buelto (13) Nelly Rápalo (5) | Reporte Pts Reb Asts                 | Estadísticas (14) Valeria Oliva (13) Diana Chavarría (8) Nathaly Pinelo | Pabellón: Polideportivo Alexis Argüello Asistencia: 100 espectadores Árbitros: Romina Belén Morales Ibarra João Varella Rebeca Xiomaira Dávila Aquino |  |

#### Tercer puesto
| 27 de julio   | Panamá                                                                         | 49–59                                 | Nicaragua                                                              | Managua |  |
| 17:00 (UTC-6) | Parciales: 13-12, 16-15, 10-20, 10-12                                          | Parciales: 13-12, 16-15, 10-20, 10-12 | Parciales: 13-12, 16-15, 10-20, 10-12                                  | |  |
|               | Estadísticas Verónica Vega (15) L. González, I. Molinar (7) Tres jugadoras (3) | Reporte Pts Reb Asts                  | Estadísticas (36) Kiyomi McMiller (12) Jenny Salomon (5) Leisha Romero | Pabellón: Polideportivo Alexis Argüello Asistencia: 800 espectadores Árbitros: Krishna Domínguez Carlos Vélez Cooper Toppings |  |

#### Final
| 27 de julio   | El Salvador                                                                             | 56–75                                 | México                                                                     | Managua |  |
| 19:30 (UTC-6) | Parciales: 14-19, 19-16, 10-19, 13-21                                                   | Parciales: 14-19, 19-16, 10-19, 13-21 | Parciales: 14-19, 19-16, 10-19, 13-21                                      | |  |
|               | Estadísticas Hillary Martínez (22) H. Martínez, K. Villalobos (10) Hillary Martínez (7) | Reporte Pts Reb Asts                  | Estadísticas (18) Alexia Lagunas (20) Mariana Valenzuela (9) Hazel Ramírez | Pabellón: Polideportivo Alexis Argüello Asistencia: 500 espectadores Árbitros: Orlando Varela Brooke Biscoe Carlos Palláres |  |

|                           |
| Bandera de México         |
| Campeón México 5.º título |

### Premios
| Categoría                  | Ganadora                                                                               |
| -------------------------- | -------------------------------------------------------------------------------------- |
| Jugadora Más Valiosa (MVP) | Mariana Valenzuela                                                                     |
| Cuadro Ideal               | Alexia Lagunas Hillary Martínez Kiyomi McMiller Kimberly Villalobos Mariana Valenzuela |

## Posiciones finales
| Pos.              | Equipo      |
| ----------------- | ----------- |
| Medalla de oro    | México      |
| Medalla de plata  | El Salvador |
| Medalla de bronce | Nicaragua   |
| 4                 | Panamá      |
| 5                 | Guatemala   |
| 6                 | Honduras    |
| 7                 | Costa Rica  |

## Clasificados alCentrobasket Femenino 2026
| Bandera de El Salvador | Bandera de México | Bandera de Nicaragua |
| El Salvador            | México            | Nicaragua            |
| ---------------------- | ----------------- | -------------------- |